# Ooststellingwerf
Ooststellingwerf  es un municipio de la provincia de Frisia en los Países Bajos. En 2012 tenía una población de 25.848 habitantes distribuidos en una superficie de 226,64 km², de los que 1,92 km² son de agua, con una densidad de 115 h/km².
El municipio cuenta con 13 núcleos de población (aldeas), con capital administrativa en Oosterwolde. Aunque localizado en la provincia de Frisia, el municipio se encuentra situado en la frontera lingüística del frisón y el bajo sajón. El idioma tradicional es una variante dialectal de este último, el stellingwerfs, hablado aquí y en Weststellingwerf, aunque en retroceso desde hace algunas décadas y conservado solo en las pequeñas aldeas. El nombre oficial de las poblaciones es el holandés. 
En sus proximidades se encuentran  la turbera de Fochteloërveen, una reserva natural de 2.500 hectáreas en la zona fronteriza entre Frisia y Drente, y el “Bosque azul” (Blauwe Bos), reserva natural de 300 hectáreas.

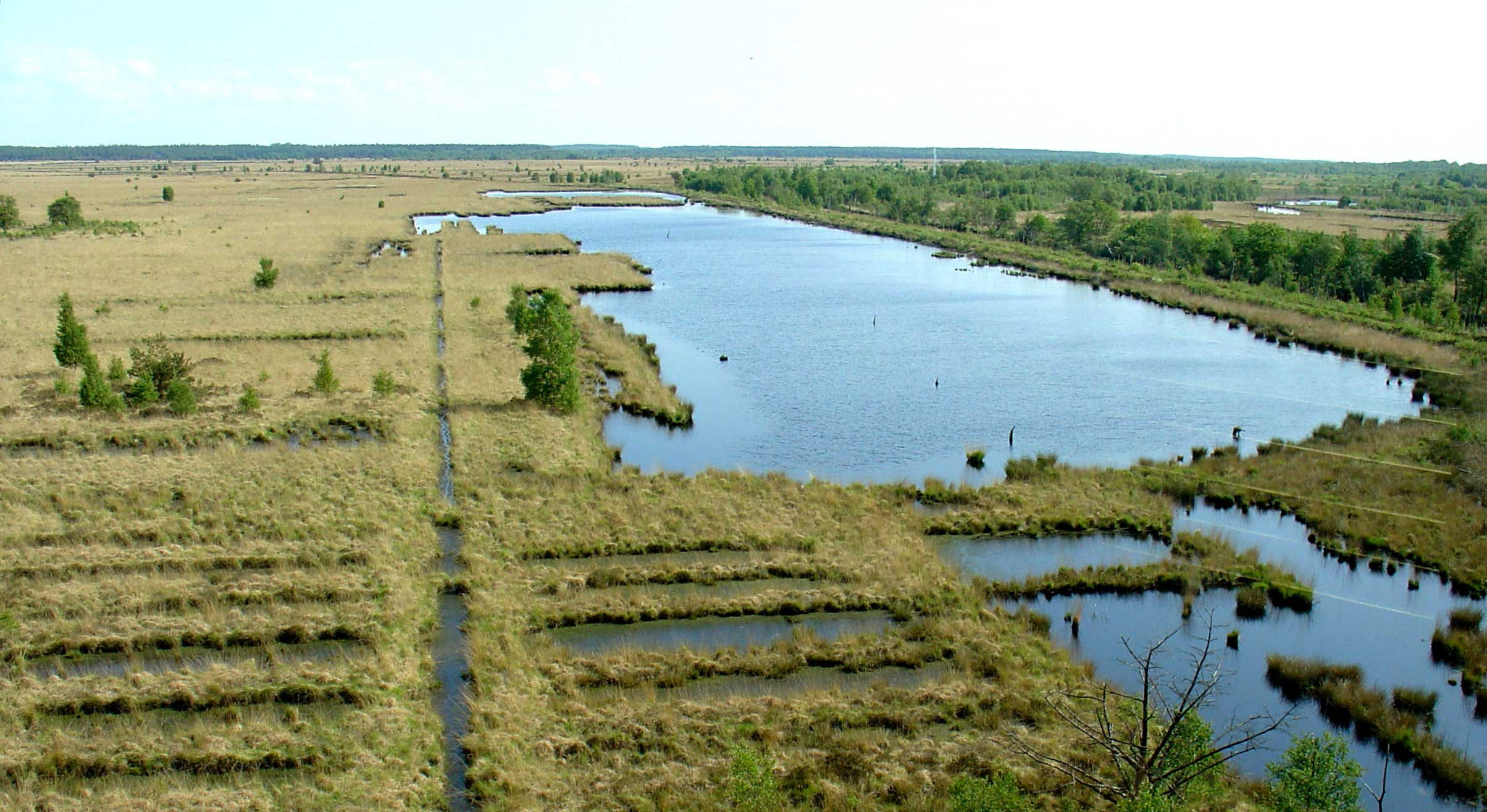
Fochtloerveen, turbera
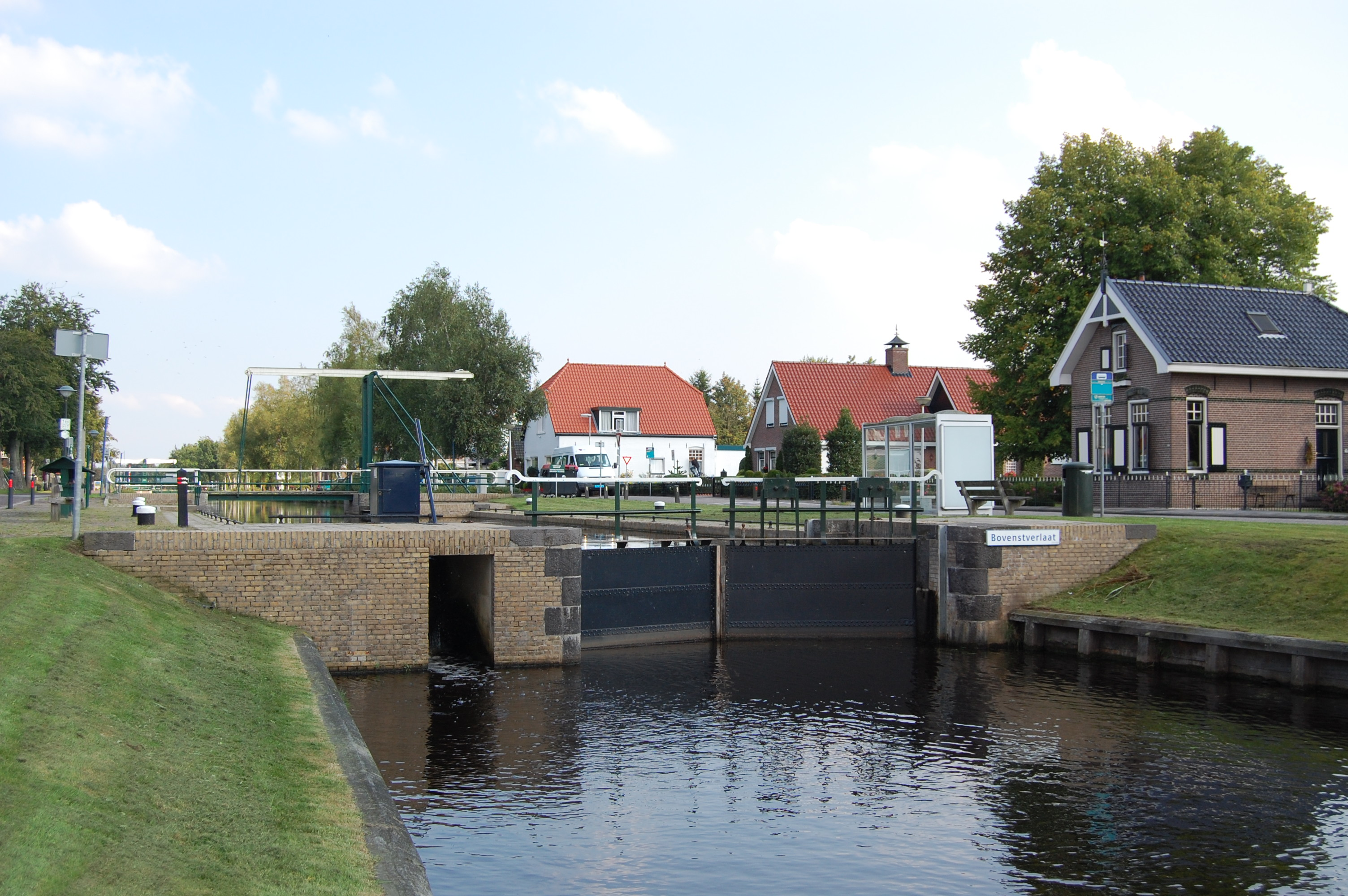
Appelscha, canal Opsterlandse-Compagnonsvaart.
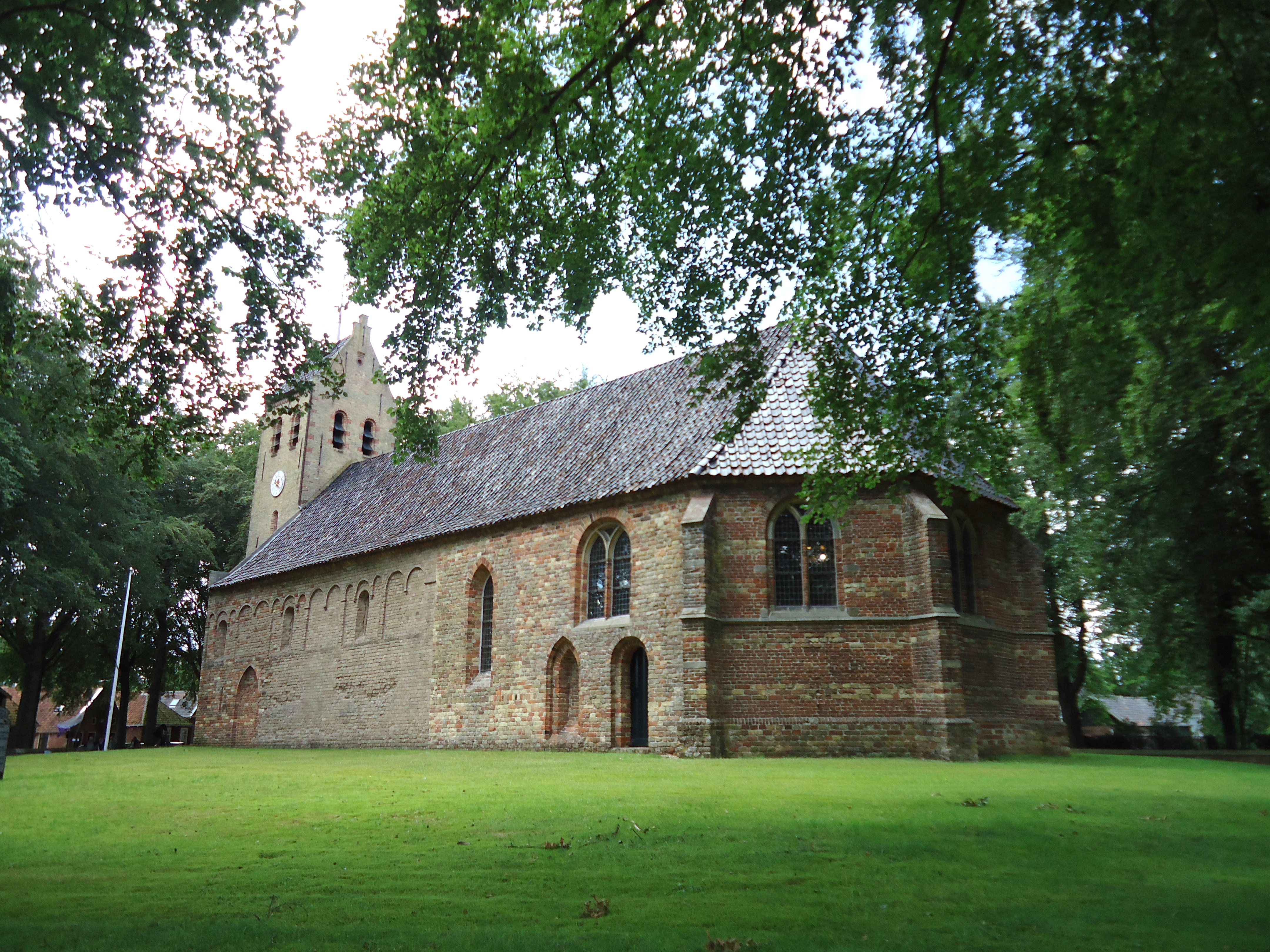
Oldeberkoop, iglesia de San Bonifacio.
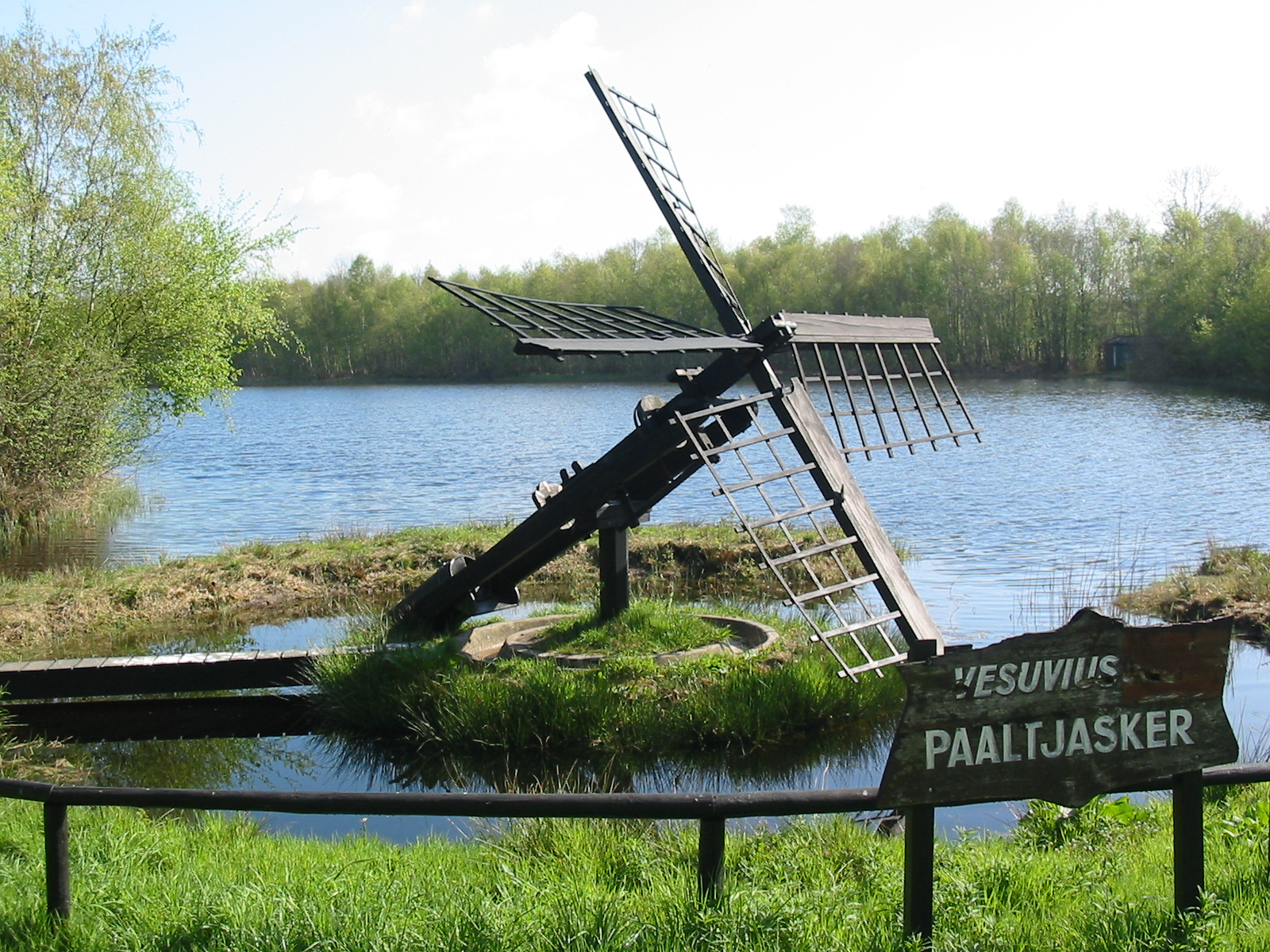
Tronde, pequeño molino de drenaje o tjasker Vesuvius.